# Assume Form
Albums de James Blake
The Colour in Anything
(2016) Friends That Break Your Heart
(2021)
Singles
1. Don't Miss It
Sortie : 4 juin 2018
2. Mile High
Sortie : 17 janvier 2019
3. Lullaby for My Insomniac
Sortie : 17 janvier 2019
4. Barefoot in the Park
Sortie : 4 avril 2019
5. Mulholland
Sortie : 26 avril 2019

Assume Form est le quatrième album de l'auteur-compositeur-interprète britannique James Blake, sorti le 18 janvier 2019.

## Réception

### Critique
Assume Form reçoit un accueil unanime de la presse, obtenant le score de 82/100 sur le site Metacritic, basé sur vingt-cinq critiques.

## Liste des titres
| No  | Titre                                              | Auteur                                                 | Producteur(s)                              | Durée |
| --- | -------------------------------------------------- | ------------------------------------------------------ | ------------------------------------------ | ----- |
| 1.  | Assume Form                                        | James Blake                                            | - Blake - Dominic Maker                    | 4:49  |
| 2.  | Mile High (featuring Metro Boomin et Travis Scott) | - Blake - Leland Wayne - Jacques Webster               | - Blake - Metro Boomin - Dre Moon - Wavey  | 3:13  |
| 3.  | Tell Them (featuring Metro Boomin et Moses Sumney) | - Blake - Moses Sumney - Wayne - Allen Ritter          | - Blake - Metro Boomin - Ritter - Dre Moon | 3:28  |
| 4.  | Into the Red                                       | Blake                                                  | - Blake - Maker                            | 4:17  |
| 5.  | Barefoot in the Park (featuring Rosalía)           | - Blake - Rosalía Vila Tobella - Paco Ortega           | - Blake - Maker                            | 3:31  |
| 6.  | Can't Believe the Way We Flow                      | - Blake - Roger Joyce - Victoria Pike - Teddy Randazzo | - Blake - Maker                            | 4:27  |
| 7.  | Are You in Love?                                   | Blake                                                  | Blake                                      | 3:17  |
| 8.  | Where's the Catch? (featuring André 3000)          | - Blake - André Benjamin                               | Blake                                      | 4:36  |
| 9.  | I'll Come Too                                      | - Blake - Bruno Nicolai                                | - Blake - Maker                            | 3:42  |
| 10. | Power On                                           | Blake                                                  | - Blake - Maker                            | 4:06  |
| 11. | Don't Miss It                                      | Blake                                                  | - Blake - Maker                            | 4:59  |
| 12. | Lullaby for My Insomniac                           | Blake                                                  | Blake                                      | 3:43  |

Notes
* (ad.) : coproducteur

## Performance commerciale
En France, l'album démarra en 81e position du Top Albums avec seulement 500 ventes. L'album culmina 60e du top 200 des meilleures ventes. Aux États-Unis, Assume Form commença  à la 21e position du Billboard 200, avec 22 000 unités équivalent-ventes, dont 9 000 ventes traditionnelles, l'allume démarra également premier du Top Dance/Electronic Albums,. Assume Form marque également la meilleure position sur le UK Albums Chart du Royaume-Uni pour un album de James Blake, arrivant à la 6e position.

## Classements hebdomadaires
| Classement (2019)                                  | Meilleure position |
| -------------------------------------------------- | ------------------ |
| Allemagne (Media Control AG)                       | 27                 |
| Australie (ARIA)                                   | 22                 |
| Autriche (Ö3 Austria Top 40)                       | 16                 |
| Belgique (Flandre Ultratop)                        | 97                 |
| Belgique (Wallonie Ultratop)                       | 4                  |
| Canada (Billboard)                                 | 8                  |
| Danemark (Hitlisten)                               | 7                  |
| Écosse (OCC)                                       | 45                 |
| Espagne (PROMUSICAE)                               | 60                 |
| France (SNEP)                                      | 60                 |
| France Téléchargés (SNEP)                          | 1                  |
| Irlande (IRMA)                                     | 18                 |
| Italie (FIMI)                                      | 89                 |
| Norvège (VG-lista)                                 | 21                 |
| Nouvelle-Zélande (RMNZ)                            | 21                 |
| Pays-Bas (MegaCharts)                              | 17                 |
| Suède (Sverigetopplistan)                          | 21                 |
| Suisse (Schweizer Hitparade)                       | 9                  |
| Royaume-Uni (UK Albums Chart)                      | 6                  |
| États-Unis (Billboard 200)                         | 21                 |
| États-Unis Top Dance/Electronic Albums (Billboard) | 1                  |